# بوکستا
بوکستا (به اسپانیایی: Bucesta) یک منطقهٔ مسکونی در اسپانیا است که در لاریوخا واقع شده‌است. بوکستا ۲ نفر جمعیت دارد.